# Cinzia Giorgio
Cinzia Giorgio (Venosa, 1º aprile 1975) è una scrittrice italiana.
È docente di Storia delle Donne e Storia dell'Arte all'Università Sperimentale Decentrata di Roma.

## Biografia
Nata a Venosa nel 1975, si è laureata in Lettere Moderne alla "Federico II" di Napoli con tesi in Storia del Rinascimento, dal titolo Il martirio d'amore nelle scrittrici del Cinquecento; ha poi conseguito una seconda laurea in Lingue Orientali e si è specializzata in Women's Studies compiendo studi anche all'estero.
Nel 2002 ha vinto una borsa di studio con la Fondazione Bellonci di Roma, organizzatrice del famoso Premio Strega, con un progetto di ricerca sul Rinascimento italiano nel fumetto, legato all'iniziativa "Narrare la Storia: dal documento al racconto".
Nel dicembre 2007 è stata invitata a Niente di personale, talk show in onda su LA7 e condotto da Antonello Piroso, dove ha presentato il romanzo Sotto il fiume. Successivamente, dall'omonimo romanzo, è stata creata una rappresentazione teatrale diretta da Flavia Ricci.
Docente di Storia delle Donne e Storia dell'Arte presso l'Uni.Spe.D. di Roma, è dottore di ricerca in Letterature Comparate presso l'Università degli Studi Roma Tre. Dal 2014 è stata la direttrice della Scuola Romana di Scrittura con sede presso l'Associazione di Studi Umanistici Leusso di Roma e ideatrice e coordinatrice dei salotti letterari della stessa associazione.
Nel 2001 si è sposata con Giovanni Scattone, l'assistente universitario condannato con sentenza definitiva per l'omicidio di Marta Russo. Lei è convinta dell'innocenza del marito. Nel 2011 ha preso nuovamente posizione al riguardo, in merito alla riammissione di Scattone all'insegnamento, presso le scuole superiori; assieme ai suoi genitori ha inviato una lettera aperta alla famiglia di Marta Russo ribadendo la sua convinzione..
Il 4 agosto 2009 e il 17 ottobre 2009 è stata ospite del tg della sera su La7, dove ha presentato i suoi romanzi I custodi dell'Acqua e Incognito.
Ha pubblicato articoli per le testate on line di Poste italiane, Superabile – Inail, Special Olympics e scritto per le riviste Anna, AIFI, Spirit (rivista statunitense), Nuovi Orizzonti, Grand Hotel e Confidenze. Ha collaborato con il settimanale francese Neus Deux per la stesura di romanzi e racconti a sfondo storico e sceneggiature di fotoromanzi e con l'ufficio stampa Warde Jones – c/o Stampa Estera di Roma, con il regista Massimo Tonna e con l'ufficio stampa del Consiglio Regionale di Basilicata. Scrive recensioni per la riviste on line Sherlock Magazine e PinK Magazine Italia; collabora con il sito dedicato alla scrittura, Velut Luna Press
Nel 2011 è tra i cinque finalisti del Premio Tedeschi con il giallo L'enigma Botticelli che poi pubblica nel 2013 con la casa editrice Melino Nerella Edizioni dopo l'uscita a dicembre del 2013 della monografia dedicata a Jane Austen: Orgoglio senza Pregiudizio. Le ragazze di Jane Austen, nel luglio 2014 per Rizzoli ha scritto Prime catastrofiche impressioni, il primo libro della serie Le ragazze di Jane Austen.
Del novembre del 2014 è invece il saggio Storia erotica d'Italia edito da Newton Compton.
Nel 2015 è stata direttrice di una collana di romanzi rosa pubblicati come e-book per la casa editrice Aliberti. Ora dirige il periodico online Pink Magazine Italia
Nel 2023 inizia la sua collaborazione come critica al programma di RaiUno Milleeunlibro di Gigi Marzullo.

## Opere

### Romanzi
- L'Enigma Botticelli, Melino Nerella Edizioni, 2013, ISBN 978-88-96311-15-8.
- Cosa farebbe Jane?, collana You Feel, Rizzoli, 2014, ISBN 978-88-586-7527-4.
- Prime Catastrofiche Impressioni, collana You Feel, Rizzoli, 2014, ISBN 978-88-586-7150-4.
- Doppio ritratto, Aliberti, 2016, ISBN 978-88-932-3000-1.
- L'amore è una formula matematica, collana You Feel, Rizzoli, 2015, ISBN 978-88-586-8232-6.
- Il Bello della Diretta, collana You Feel, Rizzoli, 2015, ISBN 978-88-586-7820-6.
- La collezionista di libri proibiti, Roma, Newton Compton, 2016, ISBN 978-88-541-9472-4.
- Raffaello, Oedipus - Lux in Arcana, Roma 2017, ISBN 978-88-7341-278-6.
- La piccola libreria di Venezia, Roma, Newton Compton, 2017, ISBN 978-88-2270-767-3.
- La piccola bottega di Parigi, Roma, Newton Compton, 2018, ISBN 9788822719904.
- Maria Maddalena, Roma, Newton Compton, 2018, ISBN 978-88-2272-086-3.
- I migliori anni, Roma, Newton Compton, 2020, ISBN 9788822752918.
- Cinque sorelle, Roma, Newton Compton, 2021, ISBN 9788822749871.
- Cassandra, Roma, Newton Compton, 2022, ISBN 978-8822771704.
- Io sono la Contessa, Roma, Newton Compton, 2024, ISBN 9788822779526.

### Saggi
- Amori Reali, Newton Compton, Roma, 2018, ISBN 9788822721358.
- È facile vivere bene a Roma se sai cosa fare, Newton Compton, Roma, 2016, ISBN 978-88-541-9537-0.
- Storia erotica d'Italia, Newton Compton, Roma, 2014, ISBN 978-88-541-7153-4.
- Storia pettegola d'Italia, Newton Compton, Roma, 2015, ISBN 978-8854181977.
- Il Rinascimento Italiano nel fumetto in  Narrare la storia dal documento al racconto 2006, Arnoldo Mondadori Editore, Milano, ISBN 88-04-56232-3.
- Disegno letterario: Il fumetto come strumento educativo, SSEF 2006.
- Ragazze di pochi mezzi, SSEF 2007
- Fumetto ed educazione, su Generazioni, Unisped, Roma 2008
- La povertà nella letteratura su Generazioni, Unisped, Roma 2009
- La donna in Fontane, Rivista di Studi Umanistici Leussein, ed. Universitarie Romane, 2009.
- La Profetessa di Sventure: rielaborazione del mito di Cassandra nella letteratura occidentale, Rivista di Studi Umanistici Leussein, ed. Universitarie Romane, 2009.
- Postfazione al romanzo "Il mio nome è Aqua Caliente" di Claudio De Luca, 2009.
- Echi del Mito di Cassandra in Muriel Spark, Rivista di Studi Umanistici Leussein, ed. Universitarie Romane, 2010.
- Interpretazioni del mito di Pandora, Rivista di Studi Umanistici Leussein, ed. Universitarie Romane, 2010.
- Le sorelle Bronte nel manga giapponese, atti del convegno "Contaminazioni Creative", Università di Roma Tre,, 2011.
- I narratori delle tele, Rivista di Studi Umanistici Leussein ed. Universitarie Romane, 2013.
- Orgoglio senza Pregiudizio. Le ragazze di Jane Austen, Edizioni Opposto, collana Mulieres, vol. 1, Roma, 2013, ISBN 978-88-97565-16-1.

### Teatro
- Sotto il fiume, regia di Flavia Ricci, 2007, tratto dal romanzo omonimo.
- S. Holmes e il mistero della Mummia[20], regia di Anna Masullo, 2011, scritto con Anna Masullo.
- Il raduno dei Pirati e il terrificante mistero del vascello fantasma, regia di Anna Masullo, 2012, scritto con Anna Masullo.
- L'AQUILA E L'ALABASTRO Maria Maddalena e l'imperatore , regia di Filippo Carrozzo, 2023 con Veronica Cinque e Massimo Napoli.